# سازمان‌های مستقل حکومت ایالات متحده آمریکا
سازمان‌های مستقل حکومت فدرال ایالات متحده سازمان‌هایی هستند که خارج از وزارتخانه‌های قوه مجریه فدرال (آنها که یک وزیر کابینه در راس آنها قرار دارند) و دفتر اجرایی رئیس‌جمهور وجود دارند. به معنای دقیقتر، این اصطلاح فقط به سازمانهای مستقلی اطلاق می‌شود که اگرچه بخشی از قوه مجریه محسوب می‌شوند، دارای قدرت رگولاتوری یا قاعده سازی هستند و از کنترل ریاست جمهوری مجزا هستند، معمولاً به این دلیل که قدرت رئیس‌جمهور برای برکناری رئیس یا یکی از اعضای این سازمان‌ها محدود است.
هر یک از اختیارات قانونی مربوطه که از طریق اساسنامه‌های جداگانه تصویب شده توسط کنگره تأسیس شده‌است، اهدافی را که آژانس باید در جهت انجام آنها کار کند و همچنین زمینه‌های اساسی، در صورت وجود، که ممکن است دارای قدرت قانونگذاری باشد، مشخص می‌کند. این قوانین (یا مقررات) آژانس، وقتی لازم‌الاجرا هستند، دارای قدرت قانون فدرال هستند.

## نمونه آژانس‌های مستقل
این سازمان‌ها ها در کابینه نمایندگی ندارند و بخشی از دفتر اجرایی رئیس‌جمهور نیستند:
- امترک (شرکت ملی راه‌آهن مسافری) یک سرویس راه‌آهن مسافری است که خدمات بین شهری را در سراسر ایالات متحده و بخش‌هایی از کانادا ارائه می‌دهد.
- آژانس اطلاعات مرکزی (سیا) اطلاعات خارجی را جمع‌آوری می‌کند و ارزیابی‌های امنیت ملی را به سیاست گذاران در ایالات متحده ارائه می‌دهد. به عنوان اصلی‌ترین ارائه دهنده اطلاعات انسانی برای دولت فدرال عمل می‌کند. این سازمان یکی از اعضای اصلی جامعه اطلاعاتی است که توسط دفتر اداره‌کننده اطلاعات ملی (ODNI) که خود یک سازمان مستقل است، نظارت می‌کند.
- کمیسیون معاملاتی معملات آتی کالا (CFTC) قراردادهای آتی و اختیارات کالا را در ایالات متحده تنظیم می‌کند. این آژانس از فعالان بازار در برابر دستکاری، اعمال سو استفاده گرانه تجاری و کلاهبرداری محافظت می‌کند. CFTC از طریق نظارت و تنظیم، بازارها را قادر می‌سازد تا عملکردهای مهم خود را در اقتصاد ایالات متحده بهتر انجام دهند، و مکانیسم کشف قیمت و وسیله ای برای جبران ریسک قیمت فراهم می‌آورد.
- اداره حفاظت مالی مصرف‌کننده (CFPB) مسئول حفاظت از مصرف‌کننده در بخش مالیه است. صلاحیت این اداره شامل بانک‌ها، اتحادیه‌های اعتباری، شرکت‌های اوراق بهادار، وام دهندگان روز پرداخت، عملیات سرویس وام مسکن، خدمات تسویه حساب، وام دهندگان، سایر شرکت‌های مالی در ایالات متحده است.
- کمیسیون کمک به انتخابات (EAC) در سال ۲۰۰۲ تشکیل شد تا به عنوان یک مرکز پاکسازی ملی و منبع اطلاعاتی در مورد اداره انتخابات عمل کند. به این اداره مسئولیت مدیریت پرداخت به ایالت‌ها و توسعه دستورالعمل‌ها برای تأمین نیازهای قانون به آمریکا کمک کنید رأی دهد (HAVA)، اتخاذ دستورالعمل‌های سیستم داوطلبانه برای رای‌گیری، و تأیید اعتبار آزمایشگاه‌های تست سیستم رأی و تأیید تجهیزات رأی‌گیری محول شده‌است. همچنین به آن مسئولیت تهیه و نگهداری فرم ثبت نام رای‌دهندگان از طریق پست الکترونیکی محول شده‌است.
- سازمان حفاظت از محیط زیست (EPA) برای کنترل و کاهش آلودگی محیط زیست و رفع مشکلات مربوط به زباله‌های جامد، سموم دفع آفات، تشعشعات و مواد سمی برای دولت‌های ایالتی و محلی در سراسر ایالات متحده کار می‌کند. EPA استانداردهایی را برای کیفیت هوا، خاک و آب تعیین و اجرا می‌کند، تأثیر سموم دفع آفات و مواد شیمیایی را ارزیابی می‌کند و برنامه سوپرفاند را برای تمیز کردن مکان‌های زباله سمی مدیریت می‌کند.
- کمیسیون ارتباطات فدرال (FCC) مسئول تنظیم ارتباطات بین ایالتی و بین‌المللی از طریق رادیو، تلویزیون، سیم، ماهواره و کابل است. این کمیسیون مجوز ایستگاه‌های پخش رادیو و تلویزیون را صادر می‌کند، فرکانس‌های رادیویی را اختصاص می‌دهد و مقرراتی را که برای اطمینان از منطقی بودن نرخ کابل طراحی شده‌است، اجرا می‌کند. FCC شرکتهای حمل و نقل مشترک، مانند شرکت‌های تلفن و تلگراف، و همچنین ارائه دهندگان خدمات ارتباط از راه دور بی‌سیم را تنظیم می‌کند.
- شرکت بیمه سپرده فدرال (FDIC) بیمه سپرده را به سپرده گذاران در بانک‌های تجاری و پس‌انداز ایالات متحده ارائه می‌دهد. FDIC با قانون بانکی در سال ۱۹۳۳ ایجاد شد که در دوران رکود بزرگ برای بازگرداندن اعتماد به سیستم بانکی آمریکا وضع شد. حق بیمه بانکهای عضو منبع اصلی تأمین بودجه است.
- کمیسیون انتخابات فدرال (FEC) بر بودجه تبلیغات انتخاباتی همه انتخابات فدرال نظارت می‌کند. این کمیسیون بر قوانین انتخابات و همچنین گزارش مشارکت‌های انتخاباتی نامزدها نظارت می‌کند.
- کمیسیون فدرال رگولاتوری انرژی (FERC) سازمان فدرال ایالات متحده است که در خصوص فروش برق بین ایالتی، نرخ عمده فروشی برق، صدور مجوز برق آبی، قیمت گاز طبیعی و نرخ خط لوله نفت صلاحیت دارد. فرک همچنین پایانه‌های گاز طبیعی مایع (LNG)، خطوط لوله گاز طبیعی بین ایالتی و پروژه‌های برق آبی غیر فدرال را بررسی می‌کند و به آنها مجوز می‌دهد.
- کمیسیون دریایی فدرال (FMC) حمل و نقل بین‌المللی اقیانوسی ایالات متحده را تنظیم می‌کند. مسئولیت آن تضمین یک سیستم حمل و نقل اقیانوس‌های رقابتی و کارآمد است.[۲]

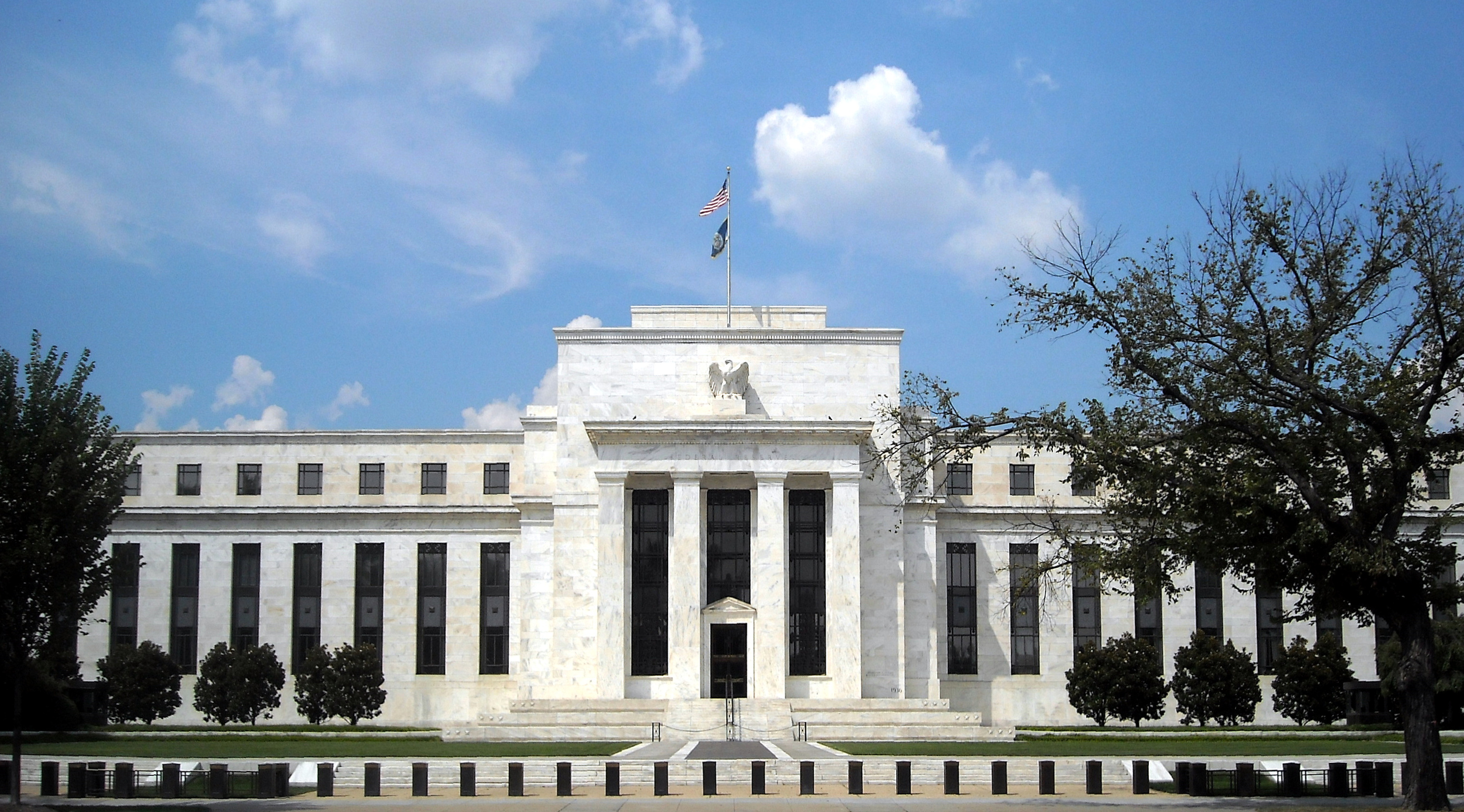
مقر سیستم فدرال رزرو

- سیستم فدرال رزرو (که اغلب «فد» نامیده می‌شود)، بانک مرکزی ایالات متحده است. سیاست پولی کشور را با تأثیرگذاری بر حجم اعتبار و پول در گردش انجام می‌دهد. فدرال رزرو موسسات بانکی خصوصی را تنظیم می‌کند، برای مهار ریسک سیستمی در بازارهای مالی فعالیت می‌کند و خدمات مالی معینی را به دولت فدرال، مردم و موسسات مالی ارائه می‌دهد.
- هیئت مدیره سرمایه‌گذاری صندوق بازنشستگی فدرال (FRTIB) یکی از سازمان‌های شعبه اجرایی کوچکتر است که کمی بیش از ۱۰۰ کارمند دارد. این برنامه برای اجرای برنامه پس‌انداز صرفه جویی (TSP) تأسیس شده‌است، که به کارمندان فدرال فرصت پس‌انداز برای امنیت بیشتر بازنشستگی را می‌دهد. طرح پس‌انداز صرفه جویی یک طرح مشارکتی تعریف شده بر اساس تأخیر مالیات است که مشابه برنامه 401 (k) بخش خصوصی است.
- کمیسیون تجارت فدرال (FTC) با بررسی شکایات علیه شرکت‌های منفرد که توسط مصرف‌کنندگان، مشاغل، استعلام‌های کنگره یا گزارش‌ها در رسانه‌ها طرح شده، قوانین ضد انحصار و حمایت از حقوق مصرف‌کننده فدرال را اعمال می‌کند. این کمیسیون به دنبال تضمین عملکرد رقابتی بازارهای کشور با حذف اقدامات غیرمنصفانه یا فریبکارانه است.
- اداره خدمات عمومی (GSA) مسئول خرید، تأمین، بهره‌برداری و نگهداری املاک، ساختمانها و تجهیزات فدرال و فروش اقلام اضافی است. GSA همچنین ناوگان وسایل نقلیه موتوری فدرال را مدیریت می‌کند و بر مراکز دورکاری و مراکز مراقبت از کودکان غیرنظامی نظارت دارد.
- کمیسیون تجارت بین‌الملل (ITC) تخصص تجاری را در اختیار قوه‌های مقننه و مجریه دولت فدرال قرار می‌دهد، تأثیر واردات بر صنایع ایالات متحده را تعیین می‌کند و اقدامات خاصی را علیه برخی از اعمال تجاری غیرمنصفانه، مانند حق ثبت اختراع، علامت تجاری و نقض حق چاپ، هدایت می‌کند.
- اداره ملی بایگانی و سوابق (NARA) با نظارت بر مدیریت کلیه سوابق فدرال، تاریخ کشور را حفظ می‌کند. دارایی‌های بایگانی ملی شامل مطالب متنی اصلی، فیلم‌های سینمایی، ضبط صدا و فیلم، نقشه، عکس ثابت و داده‌های رایانه ای است. اعلامیه استقلال، قانون اساسی ایالات متحده و منشور حقوق بشر حفظ و در ساختمان بایگانی ملی در واشینگتن دی سی در معرض نمایش است.
- اداره ملی هوانوردی و فضا (ناسا) سازمان فضایی دولت فدرال است. این مسئول برنامه فضایی غیرنظامی و همچنین تحقیقات هوانوردی و هوا فضا است.
- هیئت ملی روابط کار (NLRB) قانون کار اصلی ایالات متحده، قانون روابط ملی کار را اجرا می‌کند. هیئت مدیره این اختیار را دارد که از اعمال غیرمنصفانه کاری جلوگیری کرده یا آنها را اصلاح کند و از حقوق کارمندان برای سازماندهی و تعیین این که از طریق انتخابات سندیکایی را به عنوان نماینده خود در چانه زنی تعیین کنند حفاظت کند.
- بنیاد ملی علوم (NSF) از تحقیقات و آموزش بنیادی در تمام زمینه‌های غیر پزشکی علوم و مهندسی پشتیبانی می‌کند.
- هیئت ایمنی حمل و نقل ملی (NTSB) مسئول تحقیق در مورد حوادث حمل و نقل داخلی در ایالات متحده است.[۳] NTSB حوادث و حوادث هوایی، انواع خاصی از تصادفات در بزرگراه‌ها، حوادث کشتی و دریا، حوادث خط لوله و حوادث راه‌آهن را بررسی و گزارش می‌کند.[۴]
- کمیسیون تنظیم مقررات هسته ای (NRC) با قانون ساماندهی انرژی ۱۹۷۴ از کمیسیون انرژی اتمی ایالات متحده تأسیس شد و در ۱۹ ژانویه ۱۹۷۵ افتتاح شد. NRC بر ایمنی و امنیت رآکتور، صدور مجوز و تمدید رآکتور، ایمنی مواد رادیواکتیو و مدیریت سوخت مصرف شده (ذخیره‌سازی، امنیت، بازیافت و دفع) نظارت می‌کند.
- دفتر مشاوران ویژه (OSC) یک آژانس تحقیق و دادرسی دائمی است که یک مجرای امن برای افشای سوت زنان فدرال اداره می‌کند، از کارمندان فدرال در برابر انتقام جویی برای افشاگری محافظت می‌کند و محدودیت‌های قانون هَچ در مورد فعالیت‌های سیاسی حزبی توسط کارمندان دولت را اعمال می‌کند.
- کمیسیون تنظیم مقررات پستی (PRC) در سال ۱۹۷۱ به عنوان کمیسیون نرخ پستی ایجاد شد و تحت قانون پاسخگویی و بهبود پستی که در دسامبر ۲۰۰۶ تصویب شد، تقویت شد. نظارت نظارتی بر فعالیتهای خدمات پستی ایالات متحده را فراهم می‌کند.
- کمیسیون بورس و اوراق بهادار (SEC) برای محافظت از سرمایه گذاران خرید سهام و اوراق قرضه تشکیل شد. طبق قوانین فدرال، شرکتهایی که قصد دارند با فروش اوراق بهادار خود سرمایه جمع کنند، گزارشهای مربوط به فعالیتهای خود را به SEC ارسال می‌کنند، بنابراین سرمایه گذاران به کلیه اطلاعات مادی دسترسی دارند. این کمیسیون اختیاراتی در جلوگیری یا مجازات تقلب در فروش اوراق بهادار دارد و مجاز به تنظیم بورس سهام است.
- سیستم خدمات انتخابی (SSS) یک سازمان مستقل فدرال است که طبق قانون خدمات انتخابی نظامی با مجوز دائمی فعالیت می‌کند. این سازمان بخشی از وزارت دفاع نیست. با این وجود، این سازمان وجود دارد تا نیازهای اضطراری نیروی انسانی ارتش با اعزام از افراد غیر آموزش دیده، یا پرسنلی با مهارت‌های بهداشتی حرفه ای، در صورت فرمان توسط کنگره و رئیس‌جمهور تأمین شود. ماموریت‌های قانونی آن همچنین آماده بودن برای اجرای یک برنامه خدمت عمومی جایگزین، به جای خدمت سربازی برای مردانی است که به عنوان مخالفان وظیفه عمومی طبقه‌بندی می‌شوند.
- اداره کسب و کار کوچک (SBA) در سال ۱۹۵۳ برای مشاوره، کمک و محافظت از منافع مشکلات کسب و کار کوچک ایجاد شد. SBA وام‌هایی را به مشاغل کوچک تضمین می‌کند، به قربانیان سیل و سایر بلایای طبیعی کمک می‌کند، رشد شرکت‌های در تملک اقلیت‌ها را ترویج می‌کند و برای تأمین قرارداد و مشاغل کوچک برای تأمین کالا و خدمات به دولت فدرال کمک می‌کند.
- اداره تأمین اجتماعی (SSA) سازمان فدرال ایالات متحده است که تأمین اجتماعی، یک برنامه بیمه اجتماعی متشکل از مزایای بازنشستگی، از کارافتادگی و بازماندگان را تأمین می‌کند. برای دریافت این مزایا، بیشتر کارگران آمریکایی مالیات تأمین اجتماعی را از درآمد خود پرداخت می‌کنند. مزایای آینده براساس پرداختی کارمندان است.
- هیئت حمل و نقل سطحی (STB) بر اساس قانون خاتمه ICC در سال ۱۹۹۵ ایجاد شد و جانشین کمیسیون تجارت بین ایالتی است. STB یک سازمان تنظیم مقررات اقتصادی است که کنگره آن را مسئول حل اختلاف نرخ بهره و خدمات راه‌آهن و بررسی ادغام‌های پیشنهادی راه‌آهن کرده‌است. STB از نظر تصمیم‌گیری مستقل است، اگرچه از نظر اداری به وزارت حمل و نقل وابسته است.
- تنسی ولی اتوریتی (TVA)، ایجاد شده در سال ۱۹۳۳، توسعه اقتصادی دره تنسی، منطقه ای را ویژه تحت تأثیر شدید رکود بزرگ قرار گرفت، فراهم می‌کند.

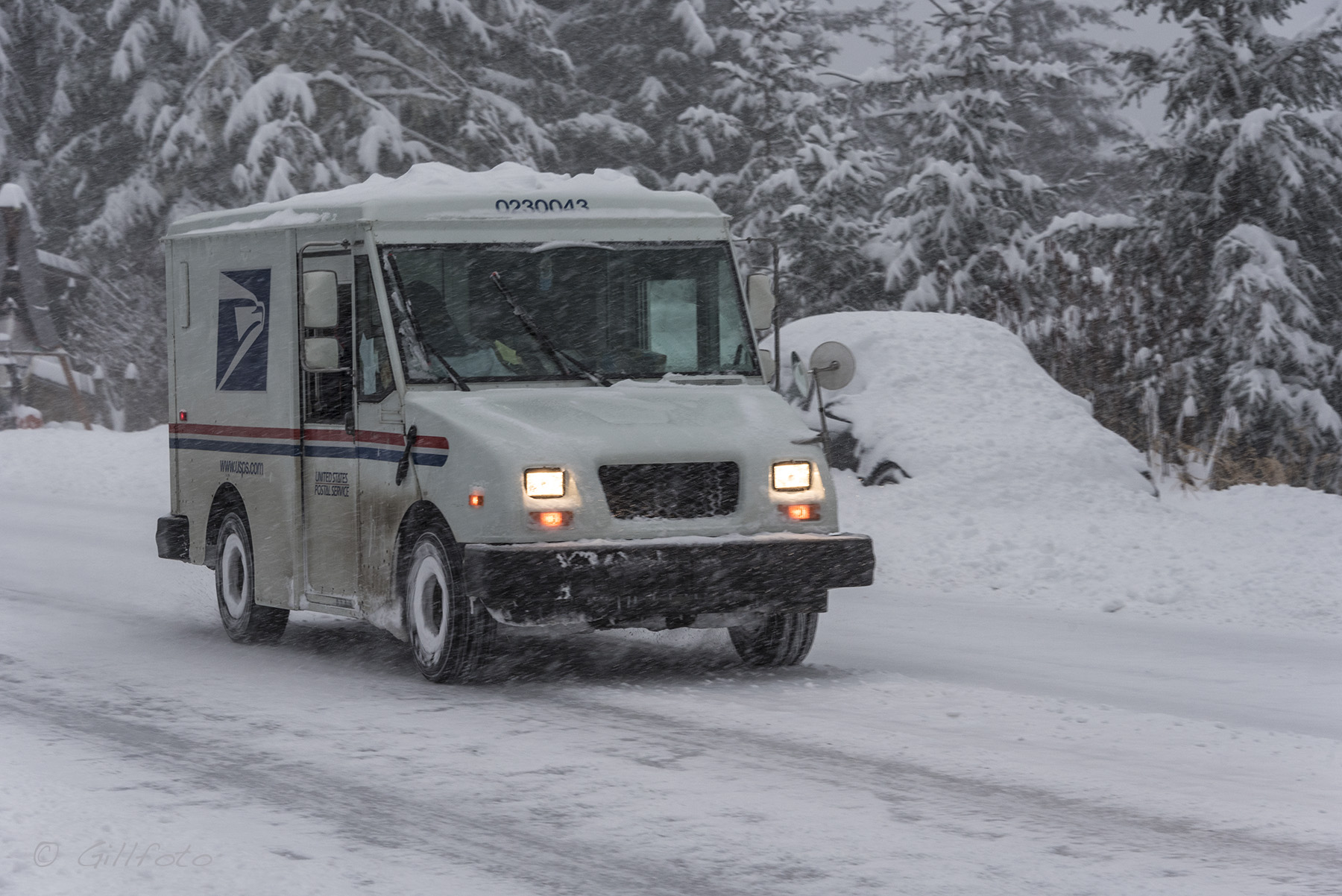
یک کامیون USPS در برف

- خدمات پستی ایالات متحده (USPS) توسط قانون موضوعه به عنوان «نهاد مستقل» دولت فدرال تعریف شده‌است که در ۱۹۷۱ جایگزین وزارت در حد کابینه اداره پست شد. سرویس پستی مسئول جمع‌آوری، حمل و نقل و تحویل نامه‌ها و فعالیت هزاران دفاتر پستی محلی در سراسر کشور است. این سرویس همچنین از طریق اتحادیه جهانی پست و سایر توافقات با کشورهای خارجی خدمات پستی بین‌المللی را ارائه می‌دهد.
- سایر آژانس‌های مستقل: اداره ملی اتحادیه اعتباری (NCUA) و کمیسیون ایمنی کالاهای مصرفی (CPSC).

## سازمان‌های خارج از قوه مجریه
این سازمان‌ها اگرچه به‌طور رسمی بخشی از قوه مجریه نیستند، اما طبق قانون موضوعه فدرال، این آژانس‌ها ملزم به انتشار اطلاعات خاصی در مورد برنامه‌ها و فعالیت‌های خود در " فدرال رجیستر"، نشریه روزانه فعالیت‌های دولتی هستند:
- Fannie Mae یا انجمن ملی رهن فدرال (FNMA)
- فردی مک یا شرکت وام مسکن فدرال (FHLMC)
- گالری ملی هنر
- موسسه اسمیتسونین (SI) از نهادهای مستقل ایالات متحده است که با لایحه کنگره در ۱۰ اوت ۱۸۴۶ ایجاد شده‌است. SI تحقیقات علمی و علمی انجام می‌دهد. نتایج مطالعات، اکتشافات و تحقیقات را منتشر می‌کند. نمایشگاه‌های هنری، علوم، تاریخ آمریکا و فرهنگ جهانی را برگزار می‌کند. و درگیر تدوین برنامه آموزشی و تحقیقات تعاونی ملی و بین‌المللی است. بیشتر موزه‌های ملی واشینگتن دی سی بخشی از اسمیتسونین هستند.